# Wordsplayed
Wordsplayed, pseudonimo di John Itiola (Nigeria, 13 giugno 1979), è un rapper nigeriano naturalizzato statunitense.

## Biografia
Wordsplayed ha ottenuto il suo primo ingresso nella Billboard 200 con l'LP collaborativo Andy Mineo and Wordsplayed Present Magic & Bird (2017), posizionatosi all'interno della top 50 della classifica. In precedenza, è stato pubblicato l'album in studio Clowntown (2016).

## Discografia

### Album in studio
- 2016 – Clowntown
- 2017 – Andy Mineo and Wordsplayed Present Magic & Bird (con Andy Mineo)

### EP
- 2018 – LFL1 (con Weathrman)
- 2018 – LFL2 (con Weathrman)

### Singoli
- 2015 – Lay Up (con Andy Mineo)
- 2017 – Kidz (con Andy Mineo feat. Magic Bird)
- 2017 – Dunk Contest (Magic Bird) (con Andy Mineo)
- 2017 – Judo (con Andy Mineo feat. Tree Giants)
- 2018 – Lo-Fi Soon
- 2020 – Shibuya Roll Call (con Andy Mineo)